# Казираги, Андреа
Андреа Альбер Пьер Казираги (фр. Andrea Albert Pierre Casiraghi; род. 8 июня 1984) — старший сын принцессы Каролины Гримальди, в браке принцессы Ганноверской, и её второго мужа Стефано Казираги. Внук князя Монако Ренье III.

## Биография
Своё имя он получил в честь друга детства его отца. Вырос в основном во Франции, Казираги получил международную степень бакалавра в международной школе в Париже, декабрь 2002 года. Позже в 2006 году окончил со степенью бакалавра в области гуманитарных наук изобразительного искусства и международной политики Американского университета в Париже. С 2007 по 2009 год, учился в Новой школе Нью-Йорка, получив степень магистра в международных делах, затем стажировался в посольстве Катара во Франции. Он регулярно участвует в важных социальных событиях Княжества Монако, связанных с княжеской семьёй, таких как Национальный день и День благодарения, бал Роз, Гран-при Монако и др. Является капралом княжеских карабинеров с 20 января 2012.

## Личная жизнь
Перед помолвкой с колумбийкой Татьяной Санто-Доминго Андреа Казираги встречался с ней в течение семи лет. Её дедушка, бизнесмен Хулио Марио Санто-Доминго, занимал 132 место в списке самых богатых людей мира по версии Forbes. С состоянием более 5,7 миллиардов долларов он считался одним из самых влиятельных людей Колумбии. Внучке по завещанию досталась шестая часть его состояния. Бабушка Эдяла Брага из Сан-Паулу, яркая представительница бразильской аристократии, чья семья старого аристократического происхождения из Португалии, где носили титул виконтов и баронов. Она сама имеет сеть магазинов в Париже по продаже индийского антиквариата. Её внучка Татьяна родилась в Женеве 24 ноября 1983 года.
Первый ребёнок пары — сын Александр Андреа Стефано Казираги — родился 21 марта 2013 года.
31 августа 2013 года состоялась свадьба 29-летнего принца Монако Андреа Казираги и дочери колумбийского миллиардера Татьяны Санто-Доминго. Торжество прошло в узком кругу родных и близких во дворце принца в Монако.
Второй ребёнок пары — дочь Индия — появилась на свет 12 апреля 2015 года. Третий ребёнок — Максимилиан Ренье Казираги родился 19 апреля 2018 года.

## Наследник
Андреа Казираги в настоящее время является четвёртым в линии наследования трона княжества Монако, после появления на свет близнецов правящего князя Монако Альбера II.